# منزو فولکرتس

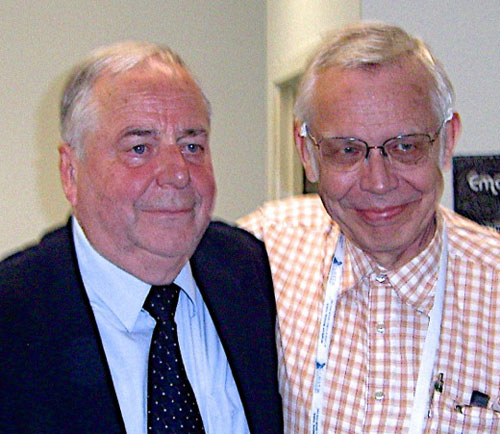
منزو فولکرتس (چپ) و ینس هویروپ - ۲۰۱۳

منزو فولکرتس (به آلمانی: Menso Folkerts) (زاده‌ی ۲۲ ژوئن ۱۹۴۳ در اشوگه) تاریخ‌نگار ریاضیات اهل آلمان است. 

## زندگی و کارنامه
فولکرتس از ۱۹۶۲ تا ۱۹۶۷ در دانشگاه گوتینگن زبان‌شناسی و ریاضیات خواند و در سال ۱۹۶۷ درجه‌ی دکتری را با رساله‌ای دربارهٔ کتاب دوم هندسه بوئتیوس، کتاب درسی ریاضیات در سده‌های میانی دریافت کرد. سال پس از آن در آزمون سراسری دانشگاه گوتینگن شرکت کرد و توانست در مؤسسه تاریخ دانش‌های دقیق و صنعت دانشگاه فنی برلین سمت دستیاری را از آن خود کند و در ۱۹۷۳ در همان‌جا درجه‌ی شایستگی را به دست آورد. از سال ۱۹۷۶ در دانشگاه اولدنبورگ به کار سرگرم شد و در سال ۱۹۸۰ به درجه‌ی استادی تمام در دانشگاه لودویگ ماکسیمیلیان مونیخ رسید و سرانجام در سال ۲۰۰۸ بازنشسته شد. 
فولکرتس به پژوهش دربارهٔ چاپهای لاتینی آثار اقلیدس در سده‌های میانی پرداخت، مجموعه پرسش‌های دوره‌های آغازین سده‌های میانی، نوشته‌های سده‌های میانی که به حساب هندی می‌پردازند و کارهای رگیومنتانوس پرداخته است. وی همچنین جزو ویراستاران همکار در زمینه چاپ آثار کوپرنیک می‌باشد. او از سال ۱۹۸۵ عضو موزه آلمان و از سال ۱۹۸۶ آکادمی جهانی تاریخ ریاضیات در فرانسه است. وی همچنین از ۱۹۸۵ تا ۱۹۸۸ رئیس انجمن آلمانی تاریخ پزشکی، دانش‌های طبیعی و صنعت می‌باشد. 
فولکرتس به پاس پژوهش‌ها و دستاوردهایش در زمینه تاریخ ریاضی در سال ۲۰۱۳ جایزه کنت ا. می را دریافت کرد. 